# روش آشپزی سنتی

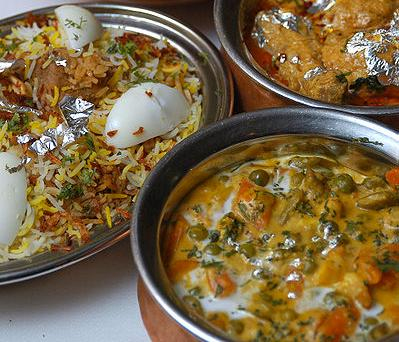
بریانی حیدرآباد غذای سنتی هند

غذای سنتی به غذاهایی که از مواد و فراورده‌های غذایی خاص یک منطقه یا با روش تهیهٔ خاص یک منطقهٔ مشخص تهیه می‌شوند، گفته می‌شود. در یک غذای سنتی بیشتر مواد غذایی خاص آن منطقه هستند و روش تهیه دارای ویژگی‌هایی است که در مناطق دیگر مشاهده نمی‌شود. 